# Marketing personnel
 (octobre 2020).
Si vous disposez d'ouvrages ou d'articles de référence ou si vous connaissez des sites web de qualité traitant du thème abordé ici, merci de compléter l'article en donnant les références utiles à sa vérifiabilité et en les liant à la section « Notes et références ».
 (31 octobre 2016).
Le marketing de soi est né aux États-Unis en 1997 à la faveur d'un article de Tom PETERS, The Brand Called You (Fast company). Depuis, le personal branding a été popularisé grâce aux réseaux sociaux et aux influenceurs.
Le marketing personnel, personal branding ou marketing de soi-même, est le fait de manager les compétences  d'une personne, ses valeurs et sa valeur ajoutée pour son entourage, son public professionnel, son positionnement et son image, comme on markète un service.
L'image du nom, prénom et éventuellement surnom, nom de scène et pseudonyme propre à un individu  est l'addition d'une réputation et d'une identité professionnelle.
En d'autres termes, c'est la gestion de l'image d'une personne a travers la communication traditionnelle et la communication digitale.

## Personal branding
Il s'agit du branding — management d'un nom de marque — du nom d'une personne physique.
Marketing personnel est la traduction de l'anglicisme personal branding, terme apparu pour la première fois en 1981, dans le livre The Battle for Your Mind de Al Ries et Jack Trout, puis repris  par Tom Peters.

### Définition
On parle de « personal branding » ou « marketing personnel » lorsqu’on associe l’homme à une marque. Ce terme correspond au développement de la Marque Personnelle.  L’homme fonctionne et travaille alors comme les entreprises pour gérer ses plans de carrière professionnelle par exemple et met en place des stratégies afin de réaliser ses propres projets et contrôler son avenir.
Ce type de branding a été mis en place il y a une dizaine d'années aux États-Unis par deux principaux concepteurs : Peter Montoya et William Arruda.
Peu importe la catégorie socio-professionnelle, le personal branding permet à chaque individu d’exister en fonction de ses propres valeurs et d’avoir l’opportunité de s’épanouir dans son environnement aussi bien au niveau professionnel qu’humain. Le but est qu’il puisse vivre en parfaite harmonie avec lui-même en démontrant qu’il est différent des autres par telle ou telle manière. 

### Image de marque personnelle
La société dans laquelle nous vivons est une société du paraître où l’image prime avant tout le reste: c’est pourquoi il est primordial de soigner son image de marque personnelle. L’image de marque d’une entreprise se traduit par « l'image de marque personnelle » pour l’individu. Celle-ci correspond à l’image que ce dernier renvoie de lui-même de par sa personnalité, ses actes ou sa communication. Elle permet à chacun de se distinguer des autres et de se rendre visible auprès de ses interlocuteurs. Le développement de sa marque personnelle s’explique par un désir de réussite tant professionnelle que personnelle. La « personnalité » étant la clef de succès, il faut faire la différence et donc jouer la carte de l’authenticité.

### Deux catégories distinctives
En janvier 2019, on comptait plus de 651 millions d'internautes en Europe. Impossible dans ce contexte de se distinguer sans développer sa marque personnelle et son image sur le web, mais aussi d'apprendre à maîtriser sa réputation en ligne. C’est là le principe du Personal Branding. 
Les outils les plus utilisés dans le développement du Personal Branding se distinguent en deux catégories à savoirs les réseaux sociaux et les agrégateurs de contenu et de service.
Il existe là aussi deux types de réseaux sociaux : les professionnels et le grand public. Chacun a sa propre personnalité et intervient de manière importante dans la construction du Personnal Branding en permettant de transmettre et véhiculer une certaine image numérique souhaitée vers un public cible. Les plus connus sont Facebook, Twitter, Linkedln, Google +, Viadeo, Instagram, Slideshare ou encore par exemple Foursquare. Ils ont tous leur propre positionnement particulier et ils sont donc utilisés conformément à celui-ci. L’utilisation de ces réseaux sociaux nécessite un parfait équilibre entre les 4 P du Personnal Branding à savoir Personnel, Professionnel, Privé et Public. Les agrégateurs de contenus, eux, tels que Wikio, Google Reader, Netvibes, Seesmic ou encore par exemple 123 People, servent à récupérer certaines informations recherchées. Il peut s’agir d’informations personnelles sur une personne ou encore de l’actualité sur la stratégie d’une entreprise.

## Le marketing personnel
Le concept de marketing personnel repose sur l'idée d'appliquer à une personne connue ou non (professionnel en général : artiste, salarié, manager, responsable d'entreprise) les techniques de marketing management utilisées pour les services. 
Parallèlement à l'émergence du Web 2.0, cette méthode a trouvé une nouvelle dimension dans le cadre de la gestion de l’identité numérique, de la notoriété en ligne et de la réputation numérique. 
L'idée est de rendre cohérents la présentation, le parcours professionnel, les expertises... avec les traces numériques qu'on trouve sur elle en tapant son nom dans un moteur de recherche : sites, articles, profils dans les réseaux sociaux, notes de blogs, commentaires, etc. 
Le marketing personnel a pu se développer grâce à la possibilité d'utiliser des moyens simples comme les réseaux sociaux (Facebook, LinkedIn et autres), les blogs, les sites de microblog (Twitter) pour publier facilement du contenu sur soi, augmenter son réseau, échanger avec lui en temps réel, sans considération de lieu ni de temps et en dehors de tout contrôle. 
Parallèlement, la question de la véracité des informations (notamment professionnelles) mises en ligne s'est posée. 
Le marketing personnel essaie de répondre à la question de la légitimité professionnelle en faisant en sorte que les traces numériques multiples que génère volontairement une personne (via les réseaux sociaux, notamment) donnent une impression d'ensemble cohérente, aux côtés de traces que cette personne ne maîtrise pas car générées par d'autres sources qu'elle-même (articles de journaux, blogs d'autres personnes, discussions, etc.).